# Bruchawa
Bruchawa (biał. Брухава; ros. Брюхово, Briuchowo) – wieś na Białorusi, w obwodzie witebskim, w rejonie orszańskim, w sielsowiecie Arechausk, przy drodze republikańskiej R109.
Od zachodu graniczy z Arechauskiem.

## Historia
Dawniej dwie wsie Briuchowo Stare i Briuchowo Nowe. W XIX i w początkach XX w. położone były w Rosji, w guberni mohylewskiej, w powiecie orszańskim, w gminie Wysokie. Następnie w granicach Związku Sowieckiego. Od 1991 w niepodległej Białorusi.